# Weinbietturm
Der Weinbietturm ist ein Aussichtsturm auf dem Gelände der kreisfreien Stadt Neustadt an der Weinstraße (Rheinland-Pfalz). Er steht unter Denkmalschutz.

## Geographische Lage
Der Turm innerhalb der Waldgemarkung des Neustadter Ortsteils Gimmeldingen steht in 554 m ü. NHN auf dem Gipfelplateau des namengebenden Weinbiets, das zur Haardt, dem Ostrand des Pfälzerwalds, gehört. In unmittelbarer Nähe befinden sich das gemauerte Weinbiethaus als Ausflugsgaststätte und der 136 m hohe Gittermast des Senders Weinbiet.

## Baubeschreibung
Das 21,5 m, nach anderer Quelle 22 m hohe Bauwerk aus rotem Sandstein ist mit oktogonalem Grundriss konstruiert. Die Mauern des gedrungenen Untergeschosses werden durch aufgesetzte Parabelblenden gegliedert, das aufgemauerte Obergeschoss ist wesentlich schlanker. Über eine Wendeltreppe im Innern, die im unteren Bereich aus Stein, weiter oben aus Metall ist, können Besucher die ummauerte Galerie erreichen. Weiter oben sind ein Unterbau für Sendeeinrichtungen und eine nahe der Turmspitze angebrachte Wartungsplattform für Antennen ausschließlich dienstlichen Belangen vorbehalten.

Von unten nach oben
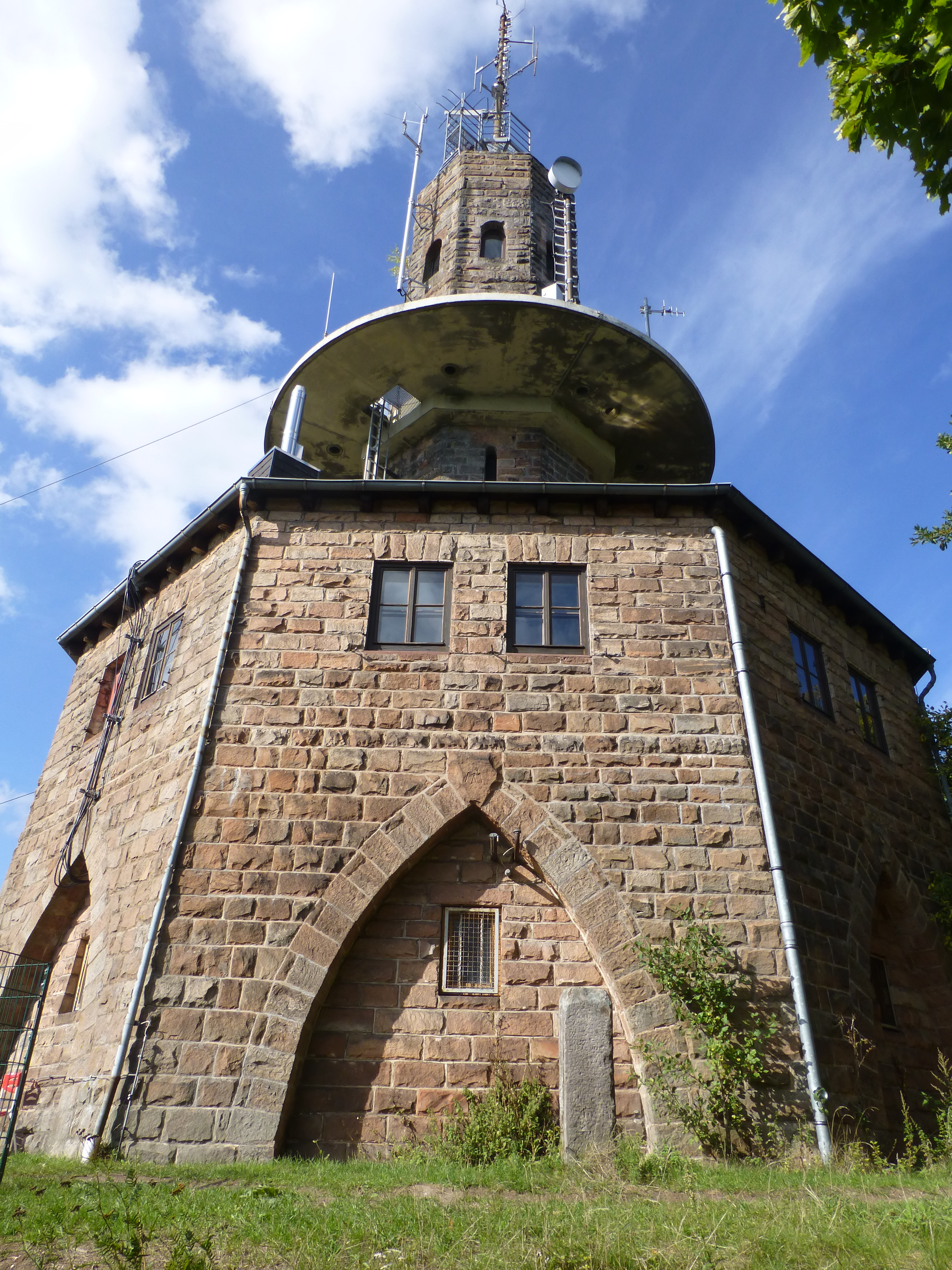
Die Parabelblenden am Untergeschoss
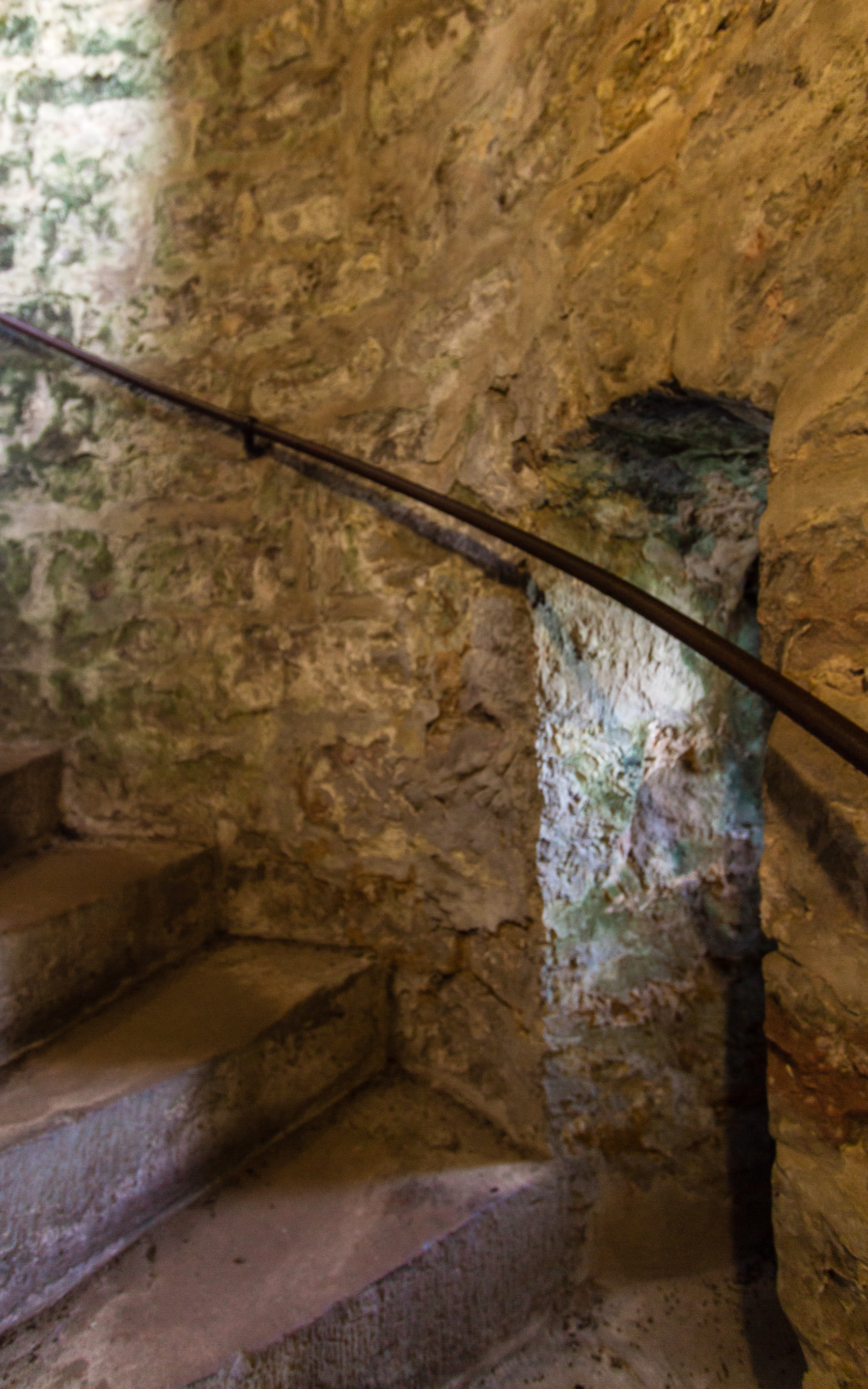
Treppenaufgang
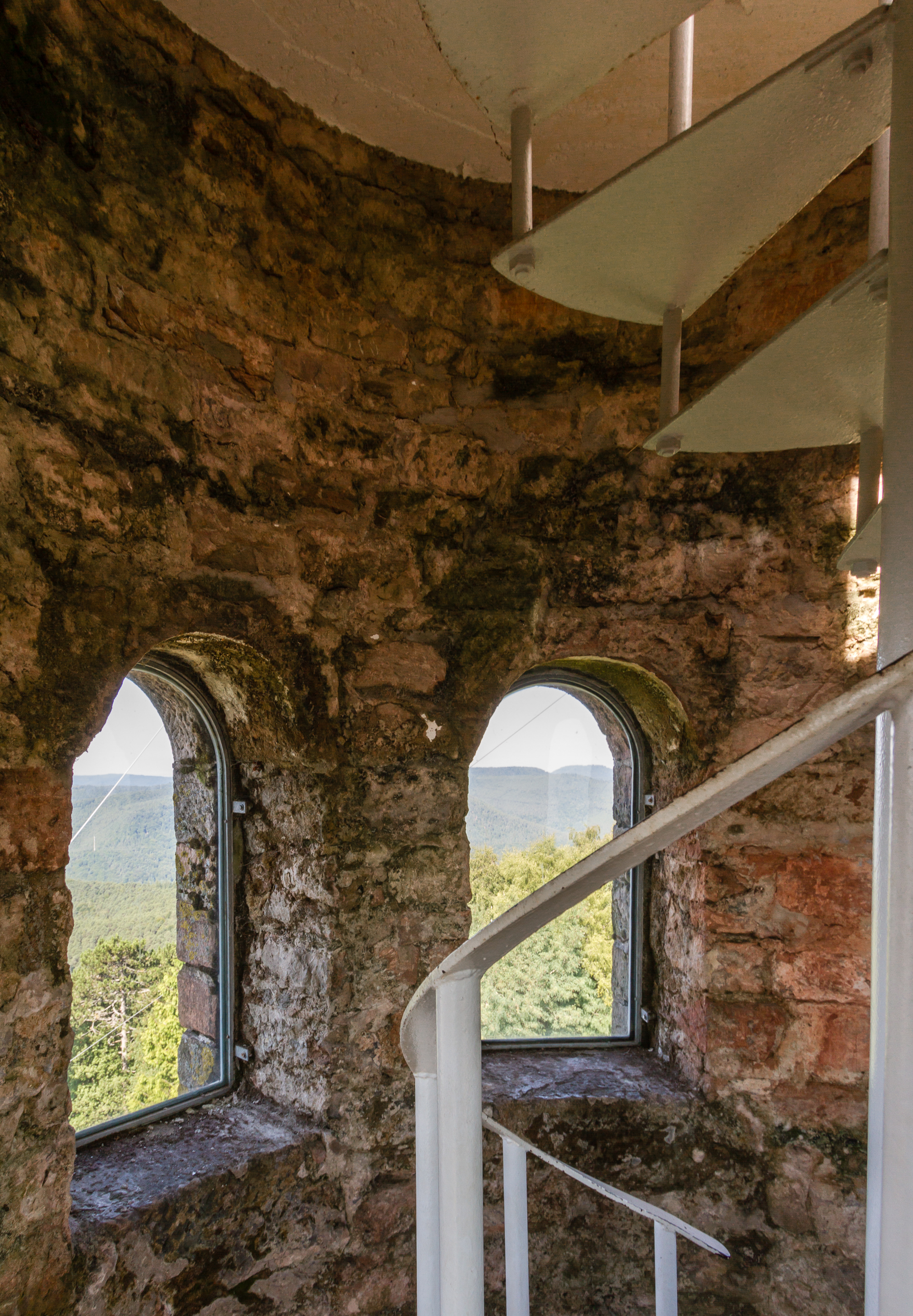
Ausblicke von der Wendeltreppe
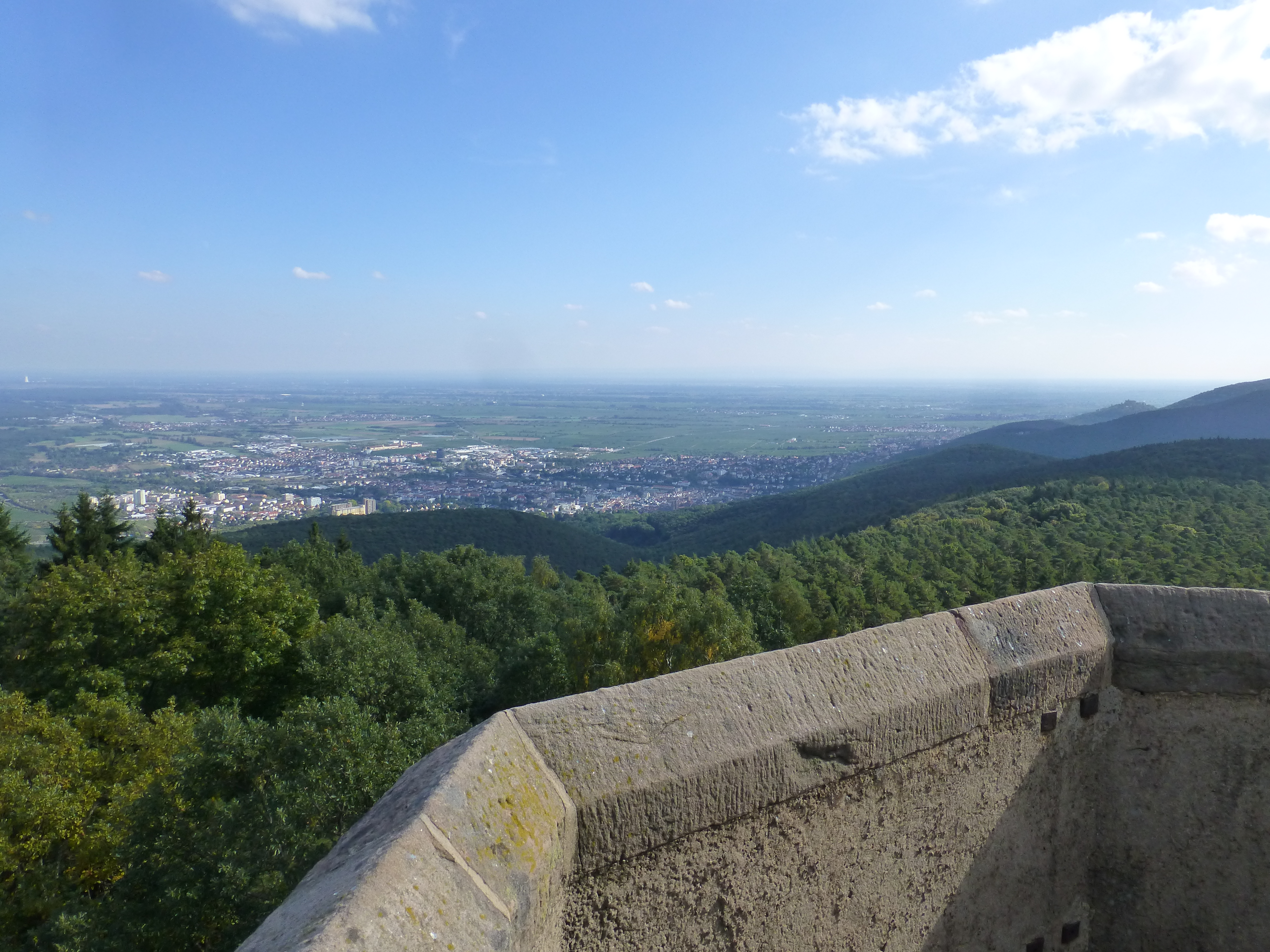
Ausblick von der Besuchergalerie
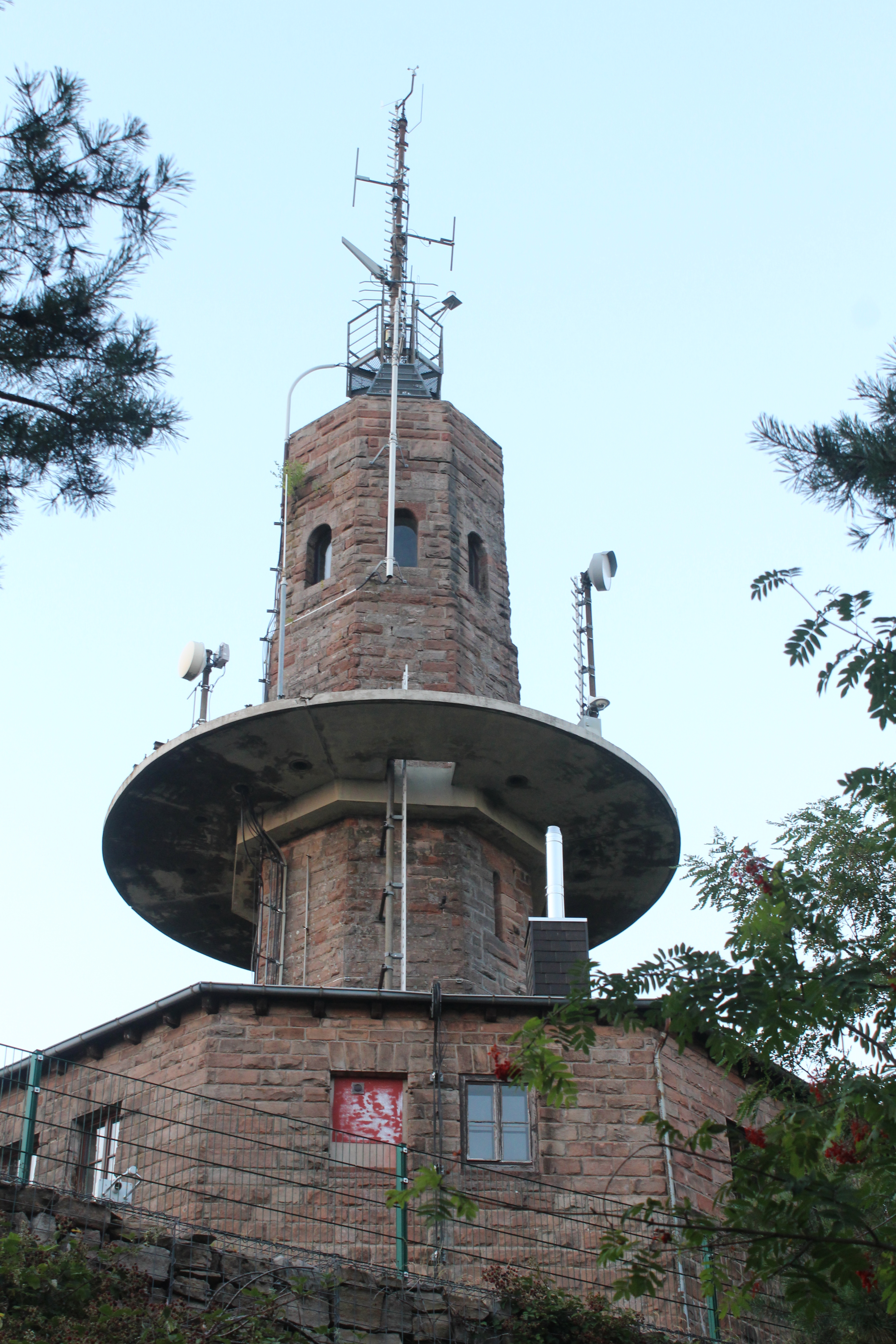
Blick zur Spitze hinauf
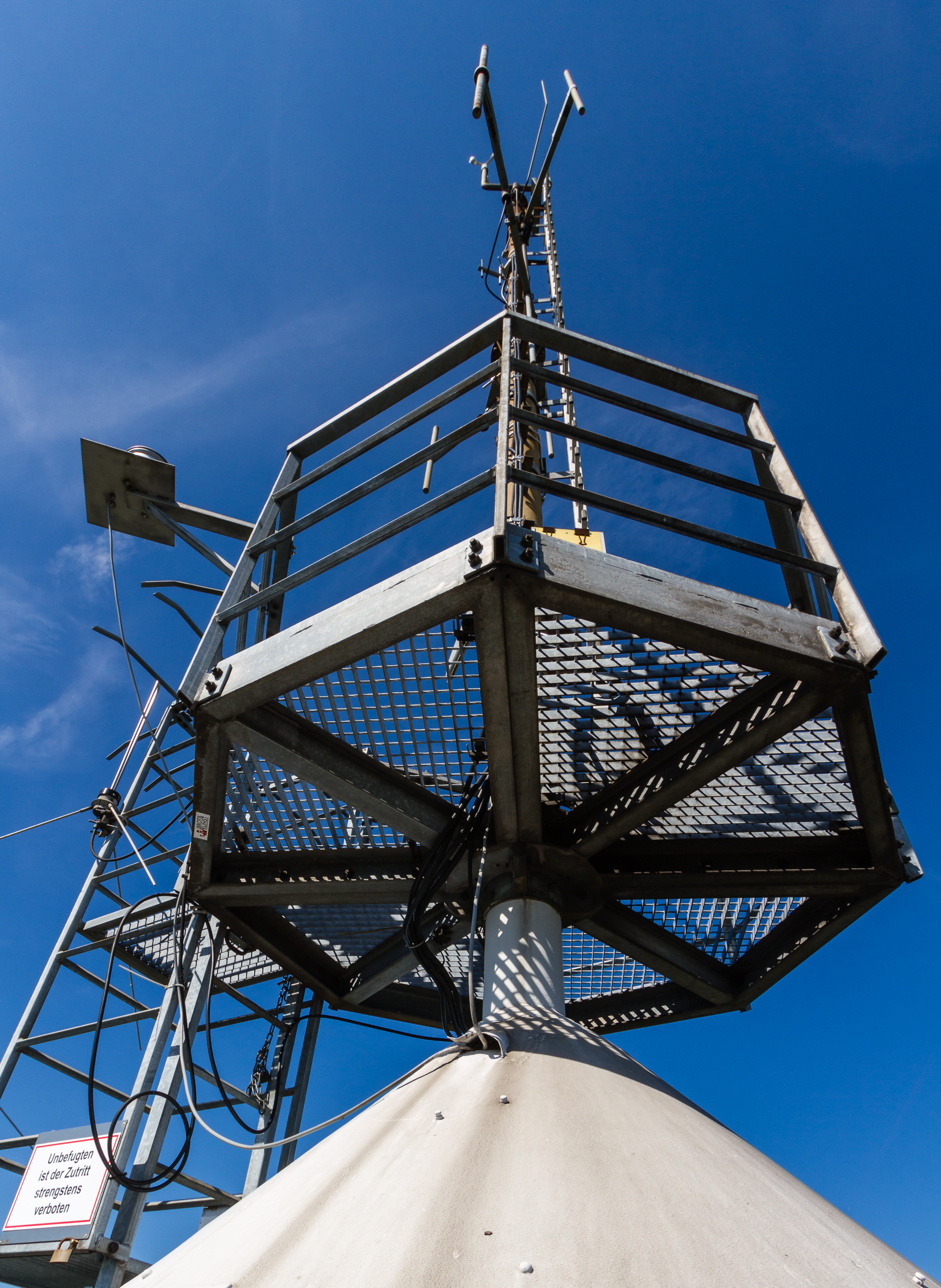
Arbeitsplattform und Antennen

## Geschichte
Der zwischen 1870 und 1874 errichtete Panoramaturm gehört der Stadt Neustadt und ist zu denselben Zeiten wie das Weinbiethaus geöffnet. Schon im 19. Jahrhundert bekam er den Namen Weinbietturm.
Die Parabelblenden wurden laut Inschrift um 1930 ergänzt. Dies geschah vermutlich in dem Zeitraum, als der Turm wegen Baufälligkeit ab 1925 geschlossen war und erst 1931, nach Installation einer seitlichen Stützterrasse, wieder geöffnet wurde.
Als Rheinland-Pfalz nach dem Zweiten Weltkrieg von Frankreich besetzt war, veranstalteten französische Soldaten im Jahr 1951 Schießübungen, bei denen der Weinbietturm erheblich beschädigt wurde. Bis 1952 wurde er in etwas einfacherer Form wieder benutzbar gemacht.
Nach den Renovierungsarbeiten wurde im April 1952 im Turm eine Station des Deutschen Wetterdienstes in Betrieb genommen, die seit 2004 vollautomatisch betrieben wird. 1964 wurde der Turm durch die damalige Deutsche Bundespost mit einem umlaufenden Betonkragen versehen, um das Bauwerk mithilfe von Parabolspiegeln als Sendeturm nutzen zu können; allerdings ist die Leistungsfähigkeit wegen der geringen Höhe eingeschränkt.
Während des gesamten Jahres 2018 bis zum 18. April 2019 war der Turm wegen Sanierungsarbeiten, die infolge der angespannten finanziellen Lage der Stadt Neustadt fast eineinhalb Jahre in Anspruch nahmen, geschlossen.

## Webcam
Auf dem Weinbietturm installierte der Naturschutzbund Deutschland (NABU) in Zusammenarbeit mit dem Deutschen Wetterdienst und der Stadt Neustadt im Juni 2010 die erste Panorama-Kamera Pfälzerwald. Die Dauerleihgabe des Kameraherstellers Mobotix wird von den Betreibern mittlerweile als WetterKamera Weinbiet bezeichnet. Sie schwenkt nach Süden bzw. Südwesten und überträgt Livebilder und Temperaturangaben ins Internet, die alle zehn Minuten aktualisiert werden. Gezeigt werden dabei die drei hauptsächlichen Naturräume, an denen Neustadt Anteil hat: nach Süden die Oberrheinische Tiefebene und die Weinbergterrassen an der Haardt sowie nach Südwesten das Biosphärenreservat Pfälzerwald-Vosges du Nord.